# Pectolite
La pectolite est un minéral appartenant au groupe des silicates sous groupe des inosilicates de formule Ca2Na[Si3O8OH] avec des traces : K, Fe, Mg, Al et H2O. Les cristaux peuvent atteindre 15 cm.

## Historique de la description et appellations

### Inventeur et étymologie
La pectolite a été décrite par Franz Ritter von Kobell en 1828. Son nom vient du grec antique Pectos (« mettre bien ensemble »), en allusion aux groupements formés habituellement par ses cristaux.

### Topotype
- Monte Monzoni, Val di Fassa, Trentin-Haut-Adige, Italie
- Sano, Mori, Monte Baldo, Trentin-Haut-Adige, Italie

### Synonymes
- Jade d'Alaska[5] : cette appellation est interdite par le C.I.B.J.O (World jewellery confederation)[6].
- Gonsogolite (Paul Heinrich von Groth, 1878)[7].
- Stellite (T. Thomson, 1836) : décrit par Thomas Thomson à partir d'échantillons de Clyde Canal, près de Glasgow, la répartition « stellaire » des cristaux a inspiré le nom[8].

## Caractéristiques physico-chimiques

### Critères de détermination
À l'acideLa pectolite gélatinise avec l'acide chlorhydrique.
Par chauffage : lors d'un chauffage en éprouvette, émission de vapeur.

### Variétés et mélanges
- larimar : nom commercial pour une pectolite bleutée massive exploités comme un matériau gemme. Originellement décrite à la mine de Larimar Philippines, Los Checheses, la Sierra de Baoruco, province de Barahona, en République dominicaine.
- schizolite (Winther Chr., 1906) : variété riche en manganèse, de formule idéale Na(Ca,Mn)2[HSi3O9][9].

### Cristallographie
- Paramètres de la maille conventionnelle : {\displaystyle a} = 7,99 Å, {\displaystyle b} = 7,04 Å, {\displaystyle c} = 7,02 Å ; Z = 2 ; V = 384,09 Å3
- Densité calculée = 2,87 g cm−3

### Cristallochimie
- Elle forme une série avec la sérandite.
- Elle fait partie d'un groupe de minéraux isostructuraux.

| Minéral                  | Formule              | Groupe ponctuel | Groupe d'espace |
| ------------------------ | -------------------- | --------------- | --------------- |
| Wollastonite-1A          | CaSiO3               | 1               | P1              |
| Wollastonite-2M          | CaSiO3               | 2/m             | P 21/a          |
| Wollastonite-3A-4A-5A-7A | CaSiO3               | 1               | P1              |
| Bustamite                | (Mn,Ca)3Si3O9        | 1               | P1              |
| Ferrobustamite           | Ca(Fe,Ca,Mn)Si2O6    | 1               | P1              |
| Pectolite                | NaCa2Si3O8(OH)       | 1               | P1              |
| Sérandite                | Na(Mn,Ca)2Si3O8(OH)  | 1               | P1              |
| Cascandite               | Ca(Sc,Fe)Si3O8(OH)   | 1               | P1              |
| Denisovite               | (K,Na)Ca2Si3O8(F,OH) | Mono            |                 |
| Tanohataïte!             | LiMn2Si3O8(OH)       | 1               | P1              |

### Propriétés physiques
Elle peut présenter les particularités de fluorescence, luminescence et triboluminescence.

## Gîtes et gisements

### Gîtologie et minéraux associés
Gîtologieminéral primaire des syénites à néphéline
minéral hydrothermal dans des cavités basaltiques et diabases
dans les serpentinites et péridotites
dans le métamorphisme des roches en haute teneur en calcium.
Minéraux associészéolithes, datolite, prehnite.

### Gisements producteurs de spécimens remarquables
- Canada

Poudrette, Mont Saint-Hilaire, Comté de Rouville, Québec
- France

Saint-Nabor, Obernai, Bas-Rhin, Alsace
- Italie

Monte Monzoni, Val di Fassa, Trentin-Haut-Adige (topotype)
Sano, Mori, Monte Baldo, Trentin-Haut-Adige (topotype)
Fittà, Soave, Province de Vérone, Vénétie (variété larimar).
- République Dominicaine

Mine Filipinas Larimar, Los Checheses, Sierra de Baoruco, Province de Barahona (variété larimar).